# Brandin Echols
Brandin Echols (* 16. Oktober 1997 in Memphis, Tennessee) ist ein US-amerikanischer American-Football-Spieler auf der Position des Cornerbacks. Aktuell spielt er für die Pittsburgh Steelers in der National Football League (NFL). Zuvor war Echols vier Jahre lang für die New York Jets aktiv.

## Frühe Jahre
Echols wurde in Memphis im US-Bundesstaat Tennessee geboren. Er wuchs allerdings in Mississippi auf und besuchte die Southaven High School in Southaven, Mississippi. Dort war er in der Football-, Basketball- und Leichtathletikmannschaft der Schule aktiv. In der Footballmannschaft war er sehr aktiv und kam auf verschiedenen Positionen in der Offense, der Defense und in den Special Teams zum Einsatz. In seinem letzten Jahr in der Highschool konnte er als Wide Receiver den Ball für 406 Yards und 4 Touchdowns fangen, als Runningback mit dem Ball für 906 Yards und 8 Touchdowns laufen und als Return Specialist mit dem Ball für 604 Yards und 4 Touchdowns laufen. Daneben kam er in der Defense zum Einsatz und erreichte dabei 11 Tackles, 2 Sacks und eine Interception. Daneben war er auch in der Leichtathletikmannschaft sehr erfolgreich, so gewann Echols die Meisterschaft im Weitsprung im Staat Mississippi und wurde daraufhin ins Clarion-Ledger's All-State-Team gewählt.
Trotz seiner überzeugenden Leistungen als Footballspieler erhielt Echols nach seinem Highschoolabschluss keine Angebote von großen Colleges, um dort Football zu spielen. Dies hatte vor allem mit seinen eher schlechten schulischen Leistungen zu tun. Deswegen entschied sich Echols, ans Northwest Mississippi Community College in Senatobia, Mississippi, zu wechseln, und spielte dort in der Footballmannschaft. Dort sollte er ursprünglich als Wide Receiver spielen, änderte seine Position jedoch schon in seinem Freshman-Jahr und spielte fortan nur noch als Defensive Back. In seinem ersten Jahr kam er bereits oftmals zum Einsatz, in seinem zweiten Jahr wurde er dann fester Stammspieler an der Schule. Insgesamt verzeichnete er 83 Tackles und 9 Interceptions, außerdem wurde er 2018 ins NJCAA All-American Second-Team gewählt und ins First-Team All-MACJC gewählt. Da er gute Leistungen gebracht hatte, erhielt er daraufhin Stipendienangebote von mehreren NCAA Division I FBS Schulen. Zur nächsten Saison wechselte Echols deswegen auf die University of Kentucky in Lexington, Kentucky. Dort kam er in den folgenden zwei Jahren in 24 Spielen zum Einsatz und konnte 108 Tackles, einen Sack sowie eine Interception verzeichnen. Mit seinem Team konnte er 2019 den Belk Bowl und 2020 den Gator Bowl gewinnen. Neben seinen guten Leistungen als Footballspieler konnte er inzwischen auch durch gute schulische Leistungen überzeugen, so stand er auf der First-Year SEC Academic Honor Roll und erhielt am Ende seines zweiten Jahres einen Abschluss in „Community and Leadership Development“.

## NFL
Beim NFL-Draft 2021 wurde Echols in der 6. Runde an 200. Stelle von den New York Jets ausgewählt. Er gab sein NFL-Debüt direkt am 1. Spieltag der Saison 2021 bei der 14:19-Niederlage gegen die Carolina Panthers, bei der er sogar in der Startformation stand und 5 Tackles verzeichnen konnte. Am 5. Spieltag konnte er bei der 20:27-Niederlage gegen die Atlanta Falcons insgesamt neun Tackles verzeichnen, bis dato seine Karrierehöchstleistung. Bei der 17:45-Niederlage gegen die Buffalo Bills am 10. Spieltag zog sich Echols allerdings eine Muskelverletzung zu, sodass er die folgenden drei Spiele verletzungsbedingt ausfiel. Am 15. Spieltag konnte er bei der 24:31-Niederlage gegen die Miami Dolphins die erste Interception seiner Karriere von Tua Tagovailoa fangen, die er auch direkt in die Endzone der Dolphins zu seinem ersten Touchdown tragen konnte. Am 16. Spieltag konnte er seine zweite Karriereinterception fangen, diesmal von Tom Brady bei der 24:28-Niederlage gegen die Tampa Bay Buccaneers. Insgesamt war Echols in seiner Rookie-Saison fester Stammspieler in der Defense der Jets. Er kam in 14 Saisonspielen als Starter zum Einsatz und konnte dabei 63 Tackles, 2 Interceptions sowie einen Touchdown verzeichnen.
In der Saison 2022 verlor er jedoch seinen Stammplatz D. J. Reed, der von den Seattle Seahawks zu den Jets gewechselt war, und den neu gedrafteten Sauce Gardner. Daraufhin kam er in der ganzen Saison als Backup nur zu Kurzeinsätzen in der Defense, daneben war er Teil der Special Teams. In 13 Saisonspielen konnte er insgesamt nur acht Tackles verzeichnen. Im Mai 2023 wurde Echols von der NFL für ein Spiel suspendiert, nachdem er in einen Autounfall verwickelt war. In der Folge war er wieder nur Backup hinter Reed und Gardner. Am 11. Spieltag stand er bei der 6:32-Niederlage gegen die Buffalo Bills erstmals seit 2021 wieder als Starter auf dem Feld. Dabei konnte er insgesamt fünf Tackles verzeichnen. Im folgenden Spiel, einer 13:34-Niederlage gegen die Miami Dolphins, konnte Echols kurz vor Ende des 2. Quarters eine Interception von Tua Tagovailoa fangen, die er in einen Defensive Touchdown umwandeln konnte. Er beendete die Saison mit 14 Einsätzen, in denen er 11 Tackles sowie eine Interception verzeichnen konnte.
Im März 2025 unterschrieb Echols einen Zweijahresvertrag bei den Pittsburgh Steelers.

## Privates
Am 22. April 2022 war Echols in einen Unfall mit zwei Autos in Florham Park, New Jersey verwickelt, bei dem der andere Fahrer teilweise gelähmt wurde. Echols war mit überhöhter Geschwindigkeit gefahren. Daraufhin verlor er seinen Führerschein für 6 Monate und musste eine Strafe von 54.460 US-Dollar an den Geschädigten zahlen.

## Karrierestatistiken
| Saison                             | Team             | Spiele | Spiele  | Tackles | Tackles | Tackles | Tackles | Interceptions | Interceptions | Interceptions | Interceptions | Interceptions | Interceptions | Fumbles | Fumbles | Fumbles | Fumbles | TD gesamt |
| Saison                             | Team             | Gesamt | Starter | Gesamt  | Solo    | Assist  | Sack    | PD            | Int           | Yards         | Avg           | Lang          | TD            | FF      | FR      | Yards   | TD      | TD gesamt |
| ---------------------------------- | ---------------- | ------ | ------- | ------- | ------- | ------- | ------- | ------------- | ------------- | ------------- | ------------- | ------------- | ------------- | ------- | ------- | ------- | ------- | --------- |
| 2021                               | Jets             | 14     | 14      | 63      | 50      | 13      | 0,0     | 9             | 2             | 50            | 25,0          | 30            | 1             | 0       | 0       | 0       | 0       | 1         |
| 2022                               | Jets             | 13     | 0       | 8       | 6       | 2       | 0,0     | 2             | 0             | 0             | 0             | 0             | 0             | 0       | 0       | 0       | 0       | 0         |
| 2023                               | Jets             | 14     | 1       | 11      | 7       | 4       | 0,0     | 2             | 1             | 30            | 30,0          | 30            | 1             | 0       | 0       | 0       | 0       | 1         |
| 2024                               | Jets             | 16     | 4       | 40      | 29      | 11      | 0,0     | 3             | 2             | 0             | 0             | 0             | 0             | 0       | 1       | 0       | 0       | 0         |
| Gesamte Karriere                   | Gesamte Karriere | 41     | 15      | 82      | 63      | 19      | 0,0     | 13            | 3             | 80            | 26,7          | 30            | 2             | 0       | 0       | 0       | 0       | 2         |
| Quelle: pro-football-reference.com |                  |        |         |         |         |         |         |               |               |               |               |               |               |         |         |         |         |           |